# 動物の頭飾り
「動物の頭飾り」(? K'INICH-E:B-?)は、マヤ・ティカル王朝第10代の王。

## 経歴
「動物の頭飾り」は290年頃ティカルの王位についたとされる。彼は「頭蓋骨の王妃」を妻とし、第11代の王となるシヤフ・チャン・カウィール1世を儲けた。
「動物の頭飾り」王の名は一部判明していないため、「動物の頭飾り」は便宜上付けられた名である。